# 二壘裁判
二壘裁判，又称二垒审，指的是棒球比赛中，位於二壘的裁判員。其主要職責有：裁决上二垒的跑垒员出局或是安全上垒；判斷投手是否投手犯規；判斷中外野附近的飛球是否為全壘打、安打或接殺；判斷一壘盜二壘的跑著是否成功上壘，如果跑壘員比防守者的觸殺行為先到二壘壘包，即應判安全上壘。
由於壘球的場地較小，通常只採用三人裁判制——主審、一壘審、三壘審。美國職棒小聯盟、中華職棒二軍及少棒的比賽，有時也不設二壘審。

## 外部連結
- 二壘裁判在台灣棒球維基館上的頁面（繁體中文）